# ريتشارد فريدلاندر

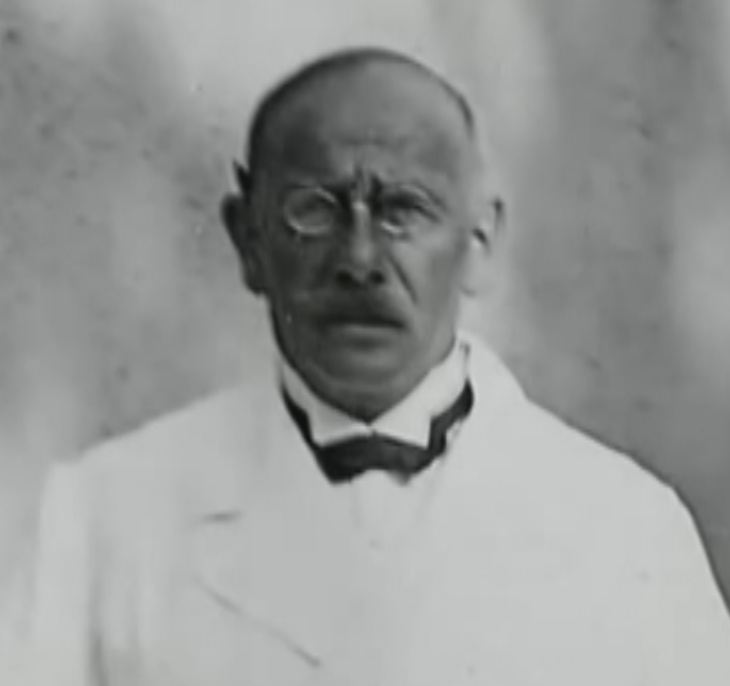
ريتشارد فريدلاندر زوج أم ماغدا غوبلز، توفي عام 1939 في معسكر اعتقال بوخنفالد.

ريتشارد فريدلاندر أو ريتشارد فريدلندر (بالألمانية: Richard Friedlӓnder) (15 فبراير 1881 في برلين – 18 فبراير 1939) كان تاجرًا يهوديًا ألمانيًا وضحية للهولوكوست في معسكر اعتقال بوخنفالد.

## الحياة
ولد فريدلاندر لعائلة تجارية ثرية يهودية من برلين. بعد التحاقه بالمدارس الإعدادية والثانوية، عمل تاجرًا في بروكسل. في عام 1908 تزوج من أوغست بهريند، التي انفصلت عن زوجها الأول أوسكار ريتشل وكانت والدة ماغدا. تم تسجيل ماغدا في دير أورسولين في فيلفورد. وفي النهاية تبنى فريدلاندر ماغدا.
التقت ماغدا بغونتر كواندت في عام 1920. تزوجت هي وكواندت في 4 يناير 1921، وولد طفلها الأول هارالد في 1 نوفمبر 1921. انفصل ماغدا وغونتر في عام 1929. وفي ديسمبر 1931، تزوجت ماغدا من يوزف غوبلز، غاولايتر الحزب النازي (وزعيم وزارة الرايخ للتنوير العام والدعاية لاحقًا).

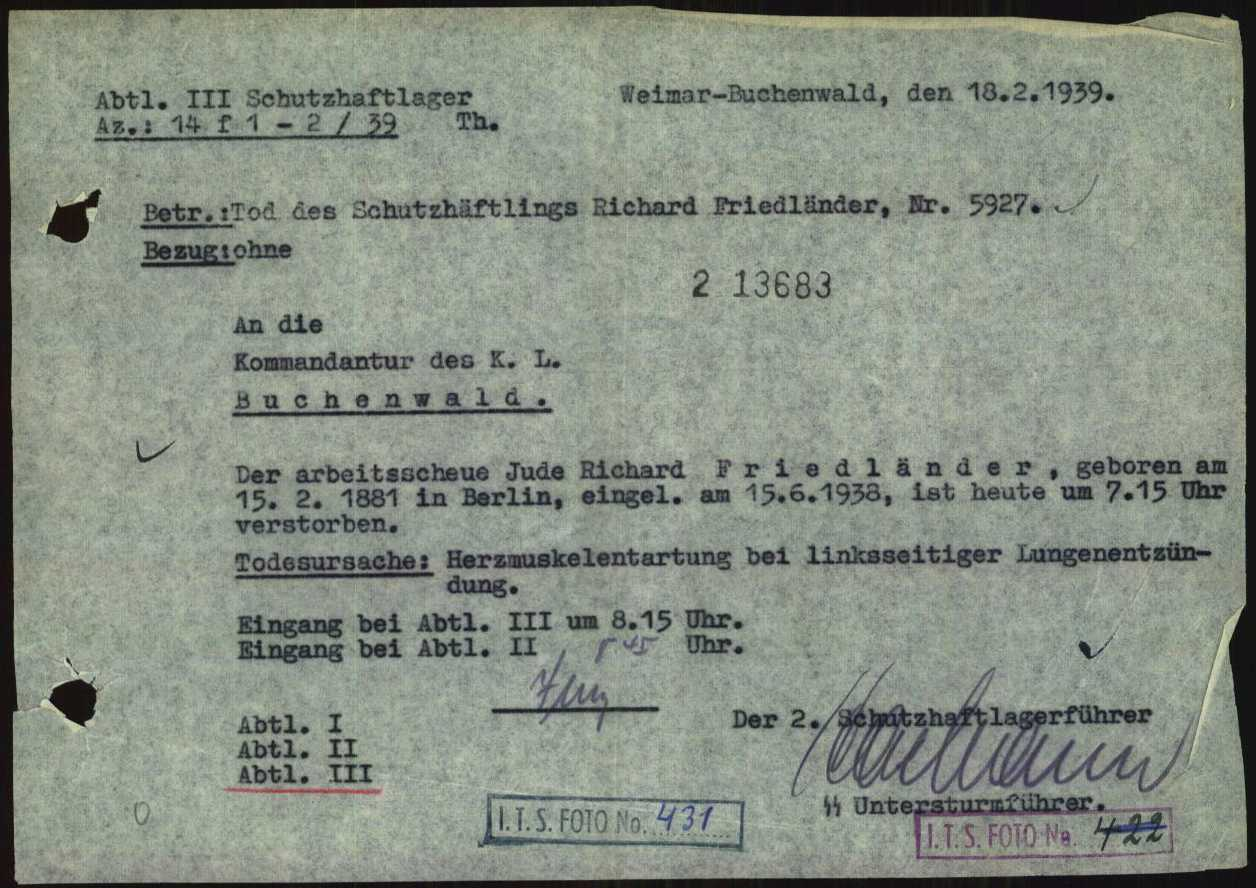
تقرير الوفاة فريدلاندر (في بوخينفالد).

في 15 يونيو 1938، تم ترحيل فريدلاندر إلى محتشد اعتقال بوخنفالد خلال حملة يونيو. كان مصاب بالفعل عند ترحيله، وأدى العمل الشاق والظروف المعيشية الكارثية إلى وفاته. وذكرت شهادة وفاته أن سبب الوفاة هو "فشل عضلة القلب".